# Witte Nijl (staat)
Witte Nijl (Arabisch: النيل الأبيض, An Nīl al Abyaḑ; Engels: White Nile) is een staat van Soedan in het centrale deel van het land. De staat heeft een oppervlakte van bijna 40.000 vierkante kilometer en 1,7 miljoen inwoners. De hoofdstad is Rabak.

## Grenzen
Als centraal gelegen staat heeft Witte Nijl grenzen met vijf andere staten:
- De hoofdstedelijke staat Khartoem in het uiterste noorden.
- Al-Jazirah in het noordelijke oosten.
- Sinnar in het zuidelijke oosten.
- Zuid-Kordofan in het zuidwesten.
- Noord-Kordofan in het westen.

en de Zuid-Soedanese staat Upper Nile in het zuiden.
Al-Jazirah · Al-Qadarif · Ash-Shamaliyah · Blauwe Nijl · Centraal-Darfoer  · Kassala · Khartoem · Noord-Darfoer · Noord-Kordofan · Oost-Darfoer · Nijl · Rode Zee · Sennar · West-Darfoer · West-Kordofan · Witte Nijl · Zuid-Darfoer · Zuid-Kordofan